# Иас (царь Аргоса)
Иас (др.-греч. Ἰάσος) — персонаж древнегреческой мифологии. Восьмой царь Аргоса. Сын Аргоса и Евадны. По другой версии, сын Триопа, отец Ио. Либо сын Аргоса Панопта и Исмены, отец Ио.
По его имени город Аргос именуется «Иасийским».